# Kayes (Congo)
Kayes es una localidad de la República del Congo, constituida administrativamente como un distrito del departamento de Bouenza en el sur del país.
En 2011, el distrito tenía una población de 13 123 habitantes, de los cuales 6311 eran hombres y 6812 eran mujeres.
Se ubica a orillas del río Niari en la periferia septentrional de Nkayi, separado de dicha ciudad por la carretera nacional N1.